# سن رامون، اروگوئه
سن رامون، اروگوئه (به اسپانیایی: San Ramón) شهری در کشور اروگوئه، استان کنلونس است که جمعیت آن در سرشماری سال ۲۰۰۴ میلادی ۶٬۹۹۲ نفر بوده‌است.